# أمير خان متقي
أمير خان متقي (بالبشتو: أمير خان متقى) هو قيادي بارز في حركة طالبان الأفغانية، وسياسي و وزير الخارجية في حكومة طالبان منذ 7 سبتمبر 2021 وعضو في فريق التفاوض في مكتب قطر.
شغل منصب وزير الإعلام والثقافة وممثل حكومة طالبان في المحادثات التي تقودها الأمم المتحدة. كان جزءًا من مجموعة مولوي محمد نبي محمدي أثناء الجهاد الأفغاني لكنه انضم لاحقًا إلى حركة طالبان.
في 17 أغسطس 2021 بعد تسليم كابل إلى طالبان، ورد أنه شارك في الحوار مع سياسيين خارج طالبان مثل عبد الله عبد الله وحامد كرزاي خلال مشاورات تشكيل الحكومة. سيطرت قوات طالبان على العاصمة الأفغانية كابل في 15 أغسطس 2021 خلال هجوم عسكري ضد الحكومة الأفغانية بدأ في مايو 2021.
وفي 7 سبتمبر 2021 أعلنت حركة طالبان أعضاء حكومة تيسير الأعمال، بعد ثلاثة أسابيع من وصولها إلى السلطة، وفي 15 أغسطس. عُين أمير خان متقي وزيرا للخارجية بالوكالة في أفغانستان.